# 데스나강 (파흐라강의 지류)

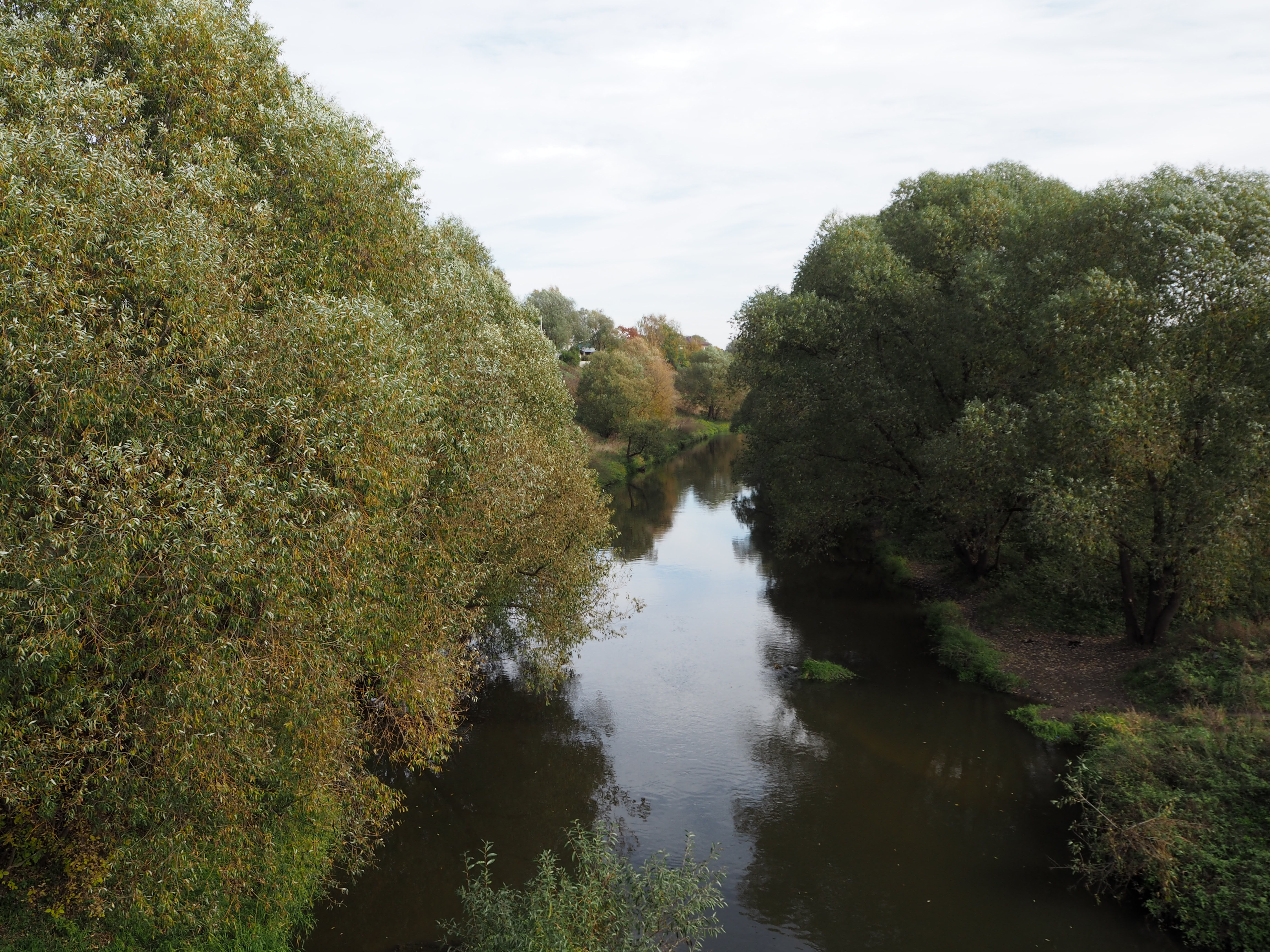

데스나강(러시아어: Десна́)은 모스크바주를 흐르는 강으로 파흐라 강의 지류이다. 나로포민스키 군을 흐르고 유역 길이는 91 km, 유역 면적은 1363 km 2이다.